# Irene Neuner

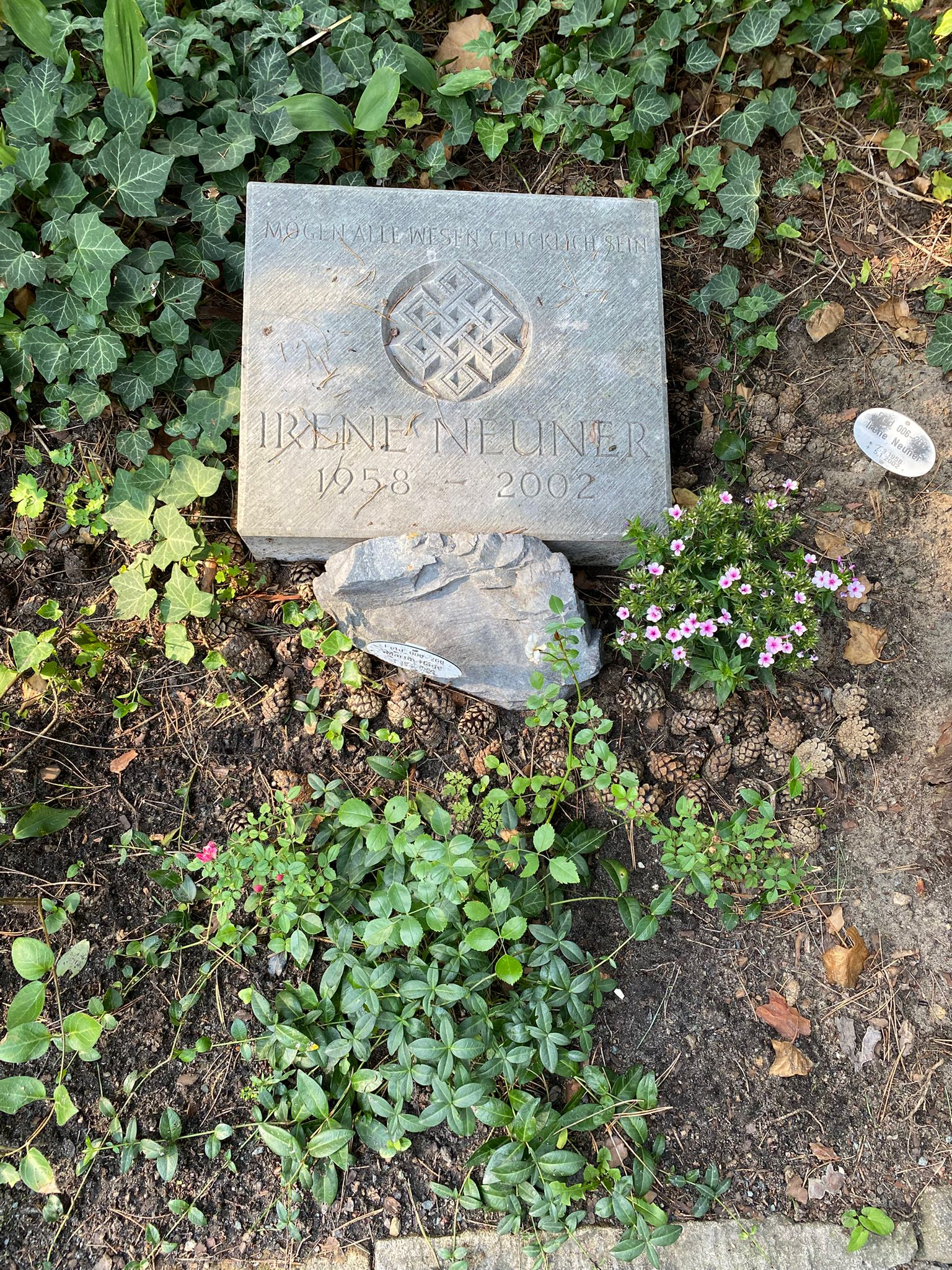
Grabstätte

Irene Neuner (* 7. März 1958 in Berlin; † 5. Januar 2002) war eine deutsche Schauspielerin.
Ihre wohl bekannteste Rolle spielte Neuner bei Gute Zeiten, schlechte Zeiten, wo sie von 1994 bis 1996 Dr. Rebecca Scheele verkörperte.
1999 war sie in einigen Folgen der Kinderserie Schloss Einstein als Krankenschwester zu sehen. Danach arbeitete sie vor allem in Stuttgart und schrieb dort u. a. mit dem „Fanny Hensel Ensemble“ Produktionen für Musik und Schauspiel.
Irene Neuner verstarb im Alter von 43 Jahren und wurde auf dem Berliner Waldfriedhof Dahlem (Feld 006-268) beigesetzt.